# ピーター・オルワ
ピーター・オルワ（Peter Orwa、1949年5月2日 - 2006年3月22日）は、ケニア出身の元ボクサー。

## 人物
1949年5月2日、ケニアのンゲタ村に生まれる。ナイロビ大学卒業。大学では民族音楽を学び、その後、歌って踊ってジャンベを叩く「ピーター・バンド」のリーダーを務めた。東アフリカ野生生物協会理事、ナイロビ博物館研究員、アフリカ世界ボクシング協会会長等も務めている。
1975年には来日し、1977年9月6日、日本ミドル級王者の工藤政志に挑戦し、それに敗れたのを最後に引退。このときは「ピーター南木」の名前で出場している。
日本でも、プロボクサーとして、また歌手として活躍もあり、「わくわく動物ランド」のテーマ曲、サントリーオールドのコマーシャルソングなどを歌っていた。日本動物植物専門学院のケニア校校長を務めたこともあり、日本語も話せる。また、母国で旅行会社を経営する一方、NGO「ピースボート」などでのボランティア活動を年に3回もこなしていた。
日本や船旅の客船の中でも講演・コンサートを行っていたことがあり、愛情やユーモアがある話し方には温かい人柄がにじみでていて、好評嘖々であった。最近では体重は90キロを超え、ボクサー時代の面影はほとんどなくなっていたが、その丸々とした風貌がまた、愛嬌を生み出していた。大の親日派として知られており、ケニアと日本の友好交流組織「DUMA」にかかわる一方、著書『楽園ペポニ』（PHP研究所）において、ケニアと日本の共通点の多さについて触れた上で、自然との共生を力説している。「忍者ハットリ君」マニアであり、よく口真似をする。また、敬虔なカトリックのクリスチャンでもあった。
2006年3月16日朝、ケニアの首都ナイロビ市内の自宅に強盗団が押し入り、銃で頭部と胸部を撃たれた。ナイロビ病院のICUで治療を受けていたが、同月22日、死去した。死亡するひと月前にはピーターバンドのメンバーとともにキベラスラムのマゴソスクールに訪れ、子供たちにジャンベの叩き歌い踊りを披露、最後に「かわいい子どもたち、みんなのことは神様が守ってくれているよ。神様どうかこの子どもたちをお守りください」と長い祈りを捧げたという。

## 『楽園ペポニ』より
自著『楽園(ペポニ)―ケニア人からニッポン人へのメッセージ』（PHP研究所、1996年11月）によれば、ナイロビ大学卒業後はボクシングの腕を買われ、ナイロビ刑務所で看守として働き、その刑務所内のボクシングクラブに所属したのがきっかけで、ミュンヘン・オリンピックにいけたこと、オリンピックではパナマの選手に負けたが、本来なら負けるような相手ではなく、負けた主な理由としては、そのころ勤務先の刑務所で囚人の大規模なデモがあったことが主原因で練習不足に陥ったためである、などと説明がされている。
また、自身については飽きっぽい性格であるため、オリンピック後はボクシングを続ける気にはなれず、子供のころからずっとやっていたダンスを始め、その後、有名なダンス振り付け師によって、ダンスチームとして日本に渡ることになり、ダンサーとしての活動が終了した後も日本に滞在するため、再びボクシングを開始したことを述懐している。